# Fonderia Ferdinandea
(L'amministrazione finanziaria del Regno delle due Sicilie nell'ultima epoca borbonica, L. Bianchini)

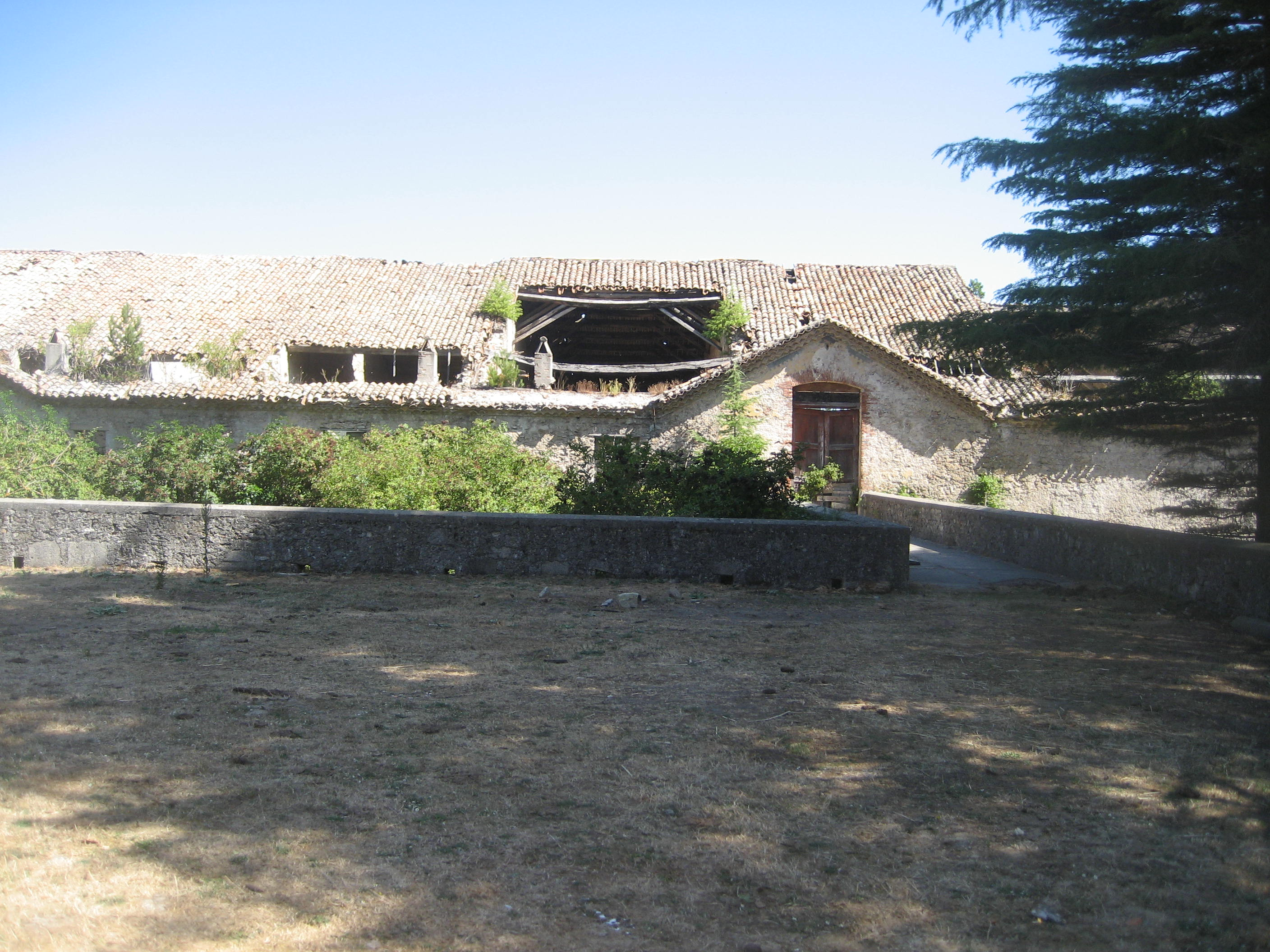
Fonderia Ferdinandea (da restaurare)

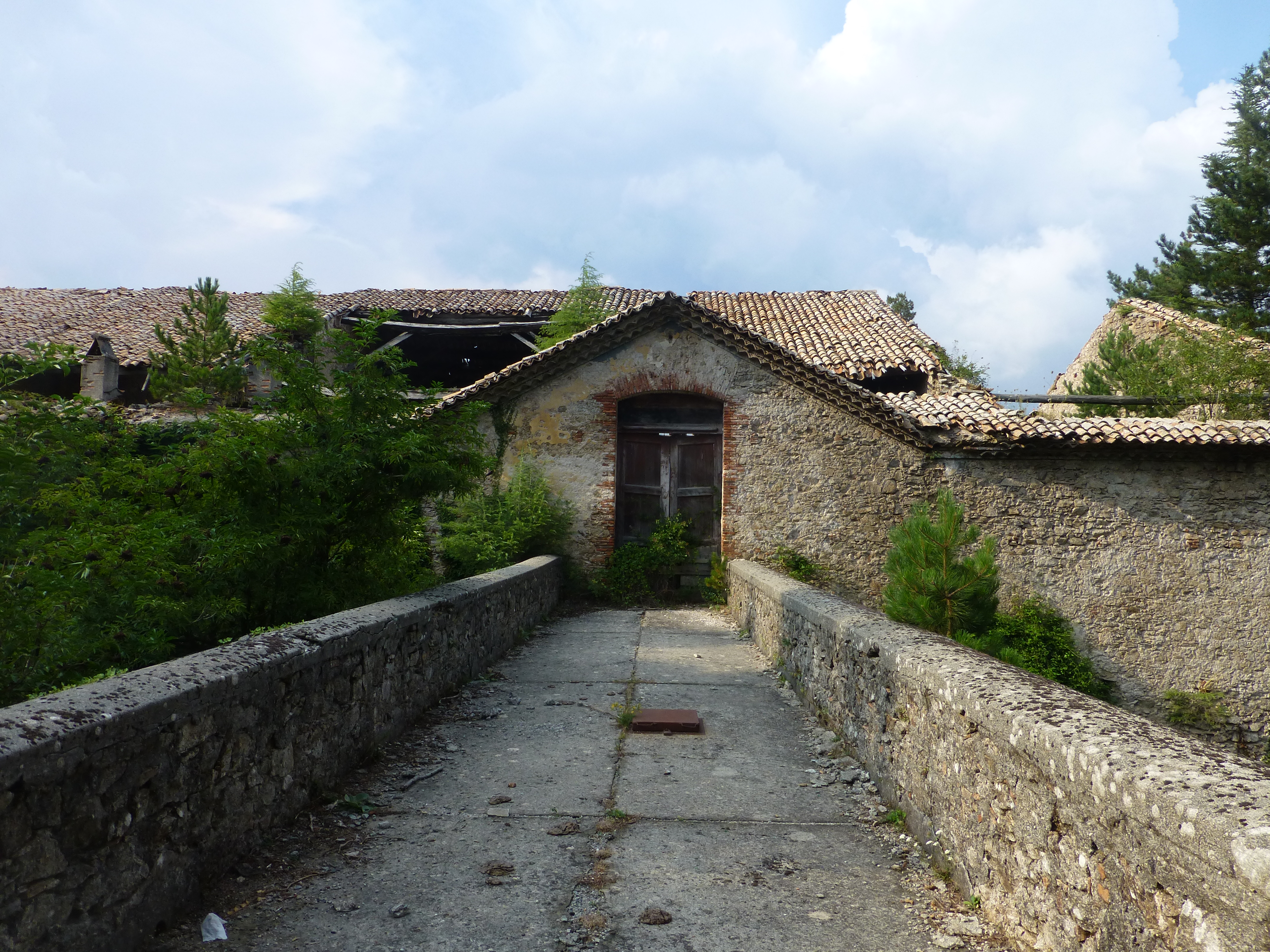
Ingresso fonderia Ferdinandea (2013)

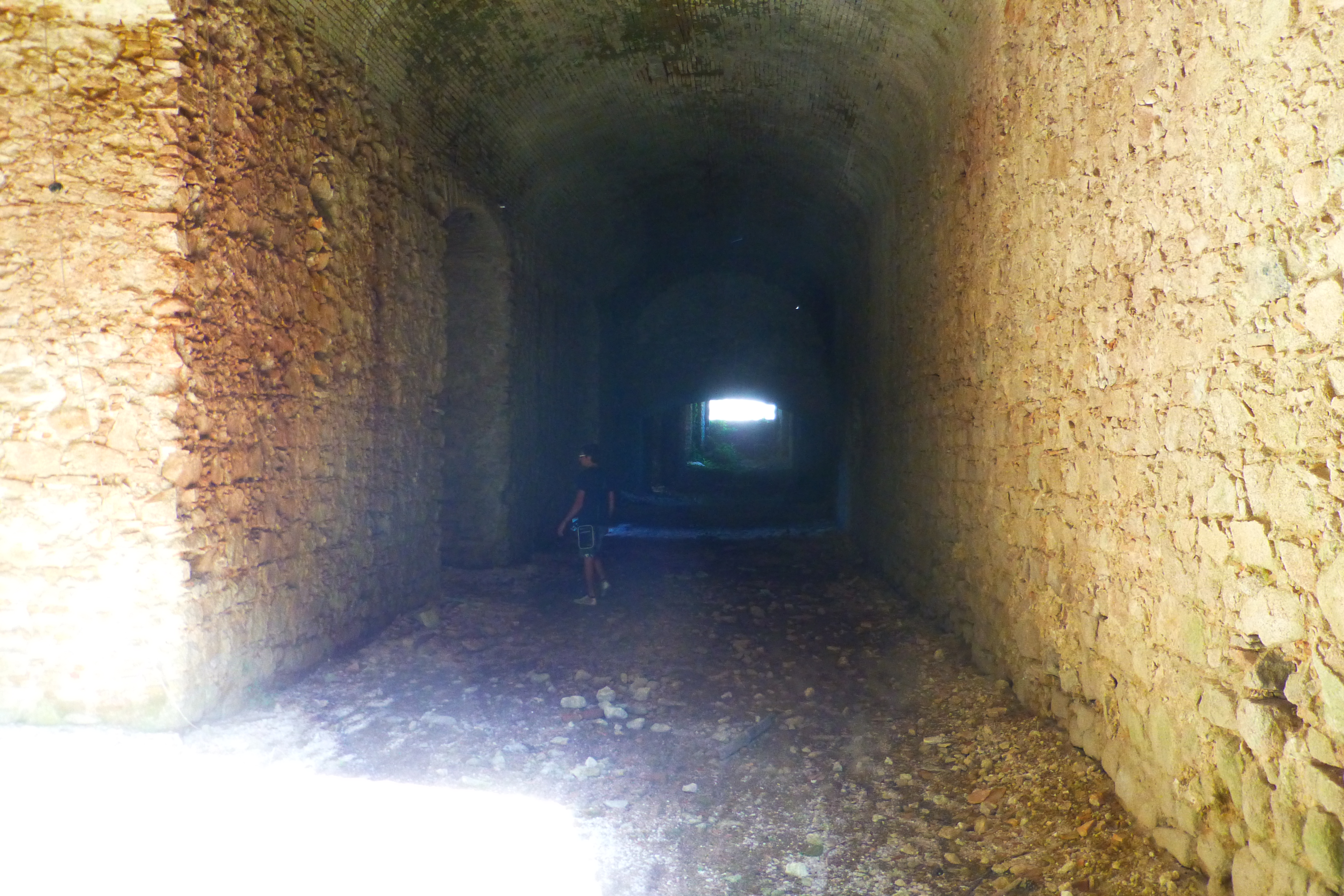
Dentro la fonderia di ferdinandea

La fonderia Ferdinandea è stata una fonderia operante in Calabria nella zona delle Serre, e precisamente nel territorio di Ferdinandea. Avviata per iniziativa di Ferdinando I delle Due Sicilie, al fine di sostituire la ormai obsoleta Regia Fonderia di Stilo, fu completata sotto il regno di Ferdinando II, e ne prese il nome.
Dal 1874 la fonderia insieme alla residenza reale e l'area boschiva divennero proprietà di Achille Fazzari. Nel 1922 fu rilevata dalla Banca d'Italia, poi passo di proprietà alla società idroelettrica Borilli e poi ancora alla società idroelettrica Immobiliare Calabra per poi passare tramite il processo di nazionalizzazione all'Enel. 
Ad oggi appartiene nuovamente a dei privati che per motivi fiscali demolirono l'altoforno intorno al 1950 e che gestiscono solo la parte boschiva, la fonderia è in stato di abbandono.

## Il progetto

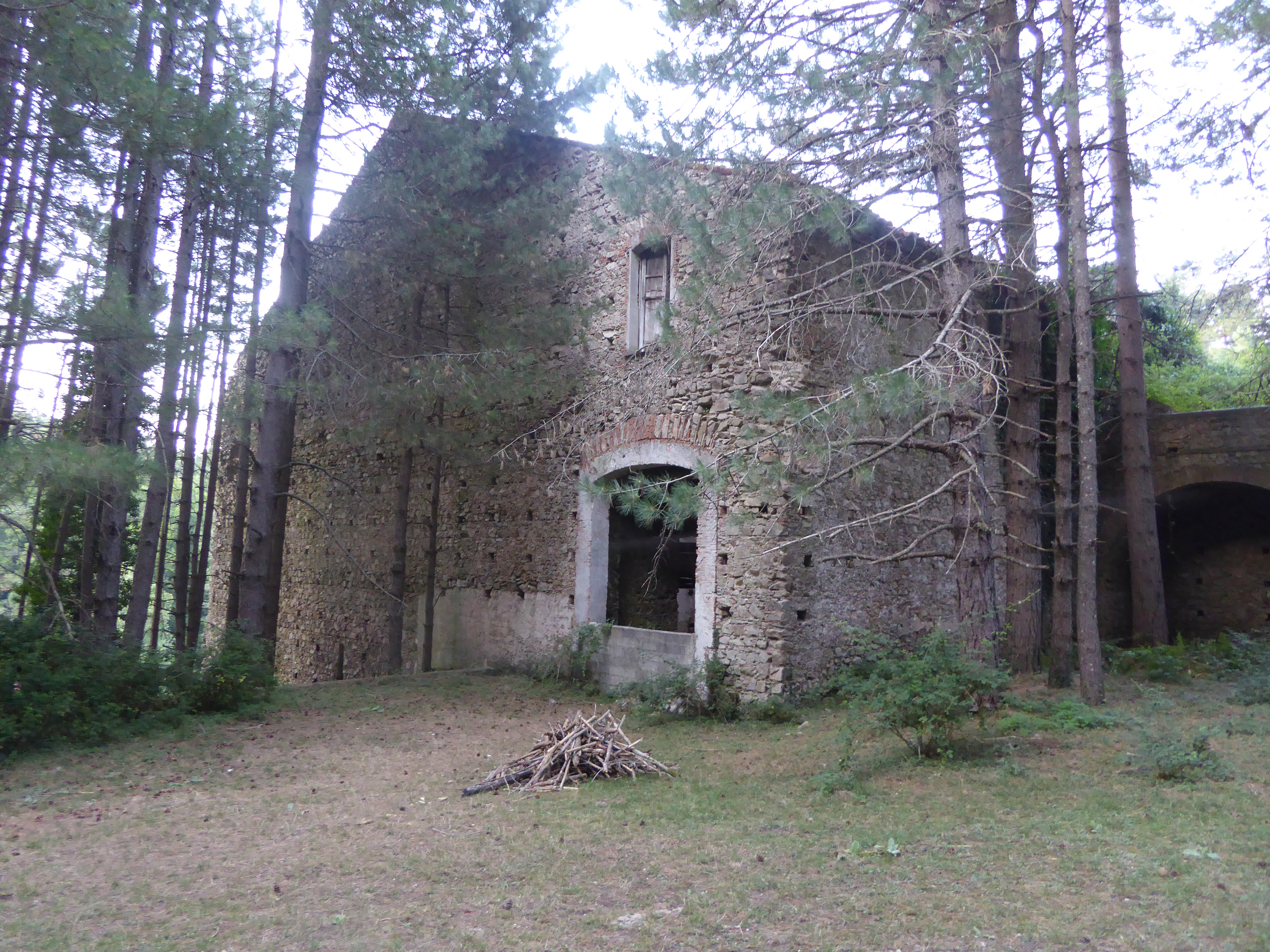
Fonderia di Ferdinandea, con vista sull'altoforno (agosto 2019)

I lavori per la sua costruzione iniziarono nel 1814 e vennero conclusi solo nel 1833 nel regno di Ferdinando II e costò ben 400 000 ducati, questo dovuto alle continue sospensioni di costruzione dell'opera.
Si riuscì a risparmiare, nelle spese il 30% nei confronti della fonderia di Mongiana, dovuto soprattutto alla vicinanza con la materia prima.
Il ferro veniva estratto dalle miniere di Pazzano, molto più vicine alla località Ferdinandea che a Mongiana.
Il progetto si rifaceva a uno già esistente del 1736.  redatto dall'ingegnere D. Giuseppe Stendardo e fu guidato dall'ingegnere Teodoro Paolotti.
Il luogo della costruzione fu scelto nell'area Piani della Chiesa Vecchia (attuale Ferdinandea).
I lavori furono velocizzati durante il periodo di governo francese nel 1814 stanziando ben 14 000 ducati e fu inaugurata dal re Ferdinando II nel 1833, quando visitò il complesso siderurgico il 23 aprile dello stesso anno.
Nel 1852 ne finanziò anche il restauro con 5 000 ducati.

## Descrizione
Il complesso occupava 15 000 metri quadrati.
Oltre alla fonderia, composta da 4 fabbricati, e l'altoforno vi era anche la residenza amministrativa, carceri, alloggio per i soldati e una chiesa.
Dall'altoforno venivano prodotti 6 860 quintali di ghisa all'anno.

### Ferriere
Dal lavoro della fonderia dipendevano diverse ferriere già esistenti o costruite ex novo del circondario ubicate lungo la fiumara Stilaro e i torrenti: Ruggero, Acciarello e Mulinelle:
- Ferriera Arcà (del 1621, ex regie ferriere di Stilo)
- Ferriera Maglietto (ex regie ferriere di Stilo)
- Ferriera Molinelle di sopra (ex regie ferriere di Stilo)
- Ferriera Murata
- Ferriera Acciarera
- Ferriera Dell'armi

## Oggi

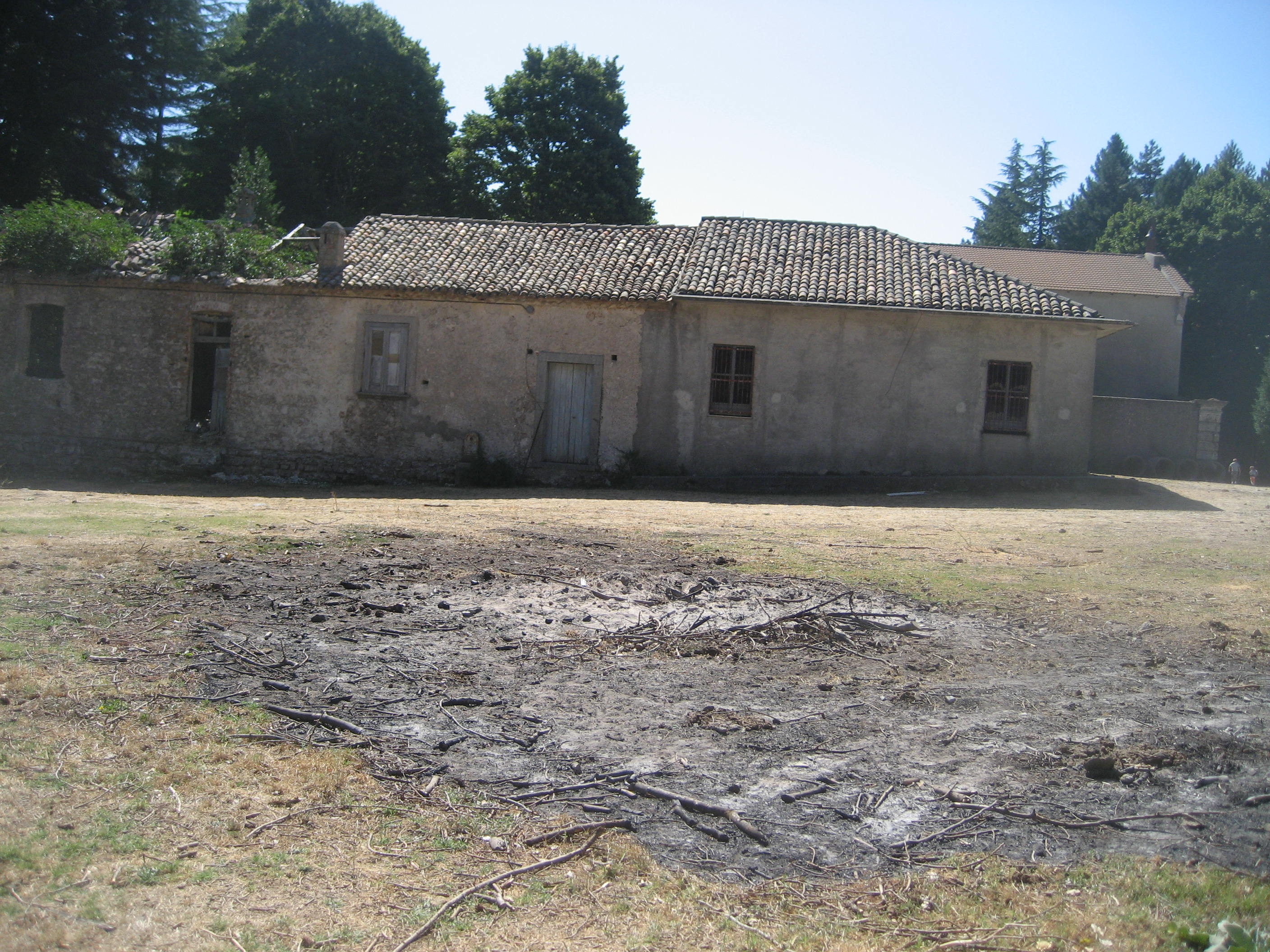
La ferriera ripresa di fianco

Attualmente è un luogo facente parte dell'Ecomuseo delle ferriere e fonderie di Calabria, della fonderia sono rimasti solo due edifici, e la residenza amministrativa, con un'edicola in ghisa e un busto in granito di Ferdinando II.
Gli edifici della fonderia sono ancora in attesa di restauro (ottobre 2024).